# Rutheni(IV) oxide
Rutheni(IV) oxide là một hợp chất vô cơ có công thức hóa học RuO2. Chất rắn màu đen này là oxide phổ biến nhất của rutheni. Nó được sử dụng rộng rãi như một chất xúc tác điện để sản xuất chlor và chlor oxide. Giống như nhiều dioxide khác, RuO2 cũng có cấu trúc rutile.

## Điều chế
Nó thường được điều chế bằng cách oxy hóa rutheni(III) chloride. RuO2 và O2 phản ứng thuận nghịch tạo ra RuO4:
RuO2 + 2 O2 ⇌ RuO4
RuO2 có thể được điều chế bằng cách lắng đọng hóa học (CVD) từ các hợp chất rutheni dễ bay hơi. RuO2 cũng có thể được điều chế qua mạ điện từ dung dịch rutheni(III) chloride.

## Ứng dụng
Rutheni(IV) oxide đang được sử dụng như là thành phần chính trong chất xúc tác của quy trình Sumitomo-Deacon, sản sinh clo bằng quá trình oxy hóa hydro chloride. RuO2 có thể được sử dụng làm chất xúc tác trong nhiều tình huống khác. Các phản ứng đáng chú ý là quá trình Fischer-Tropsch, quá trình Haber-Bosch, và các biểu hiện khác nhau của các pin nhiên liệu.

### Ứng dụng tiềm năng và thích hợp
RuO2 được sử dụng rộng rãi để phủ các cực dương titan để sản xuất điện phân của chlor và để điều chỉnh các điện trở hoặc các mạch tích hợp. Các điện trở rutheni(IV) oxide có thể được sử dụng như các nhiệt kế nhạy cảm trong phạm vi nhiệt độ 2 < T < 4 K. Nó cũng có thể được sử dụng làm vật liệu hoạt tính trong tụ siêu tụ vì có khả năng truyền tải rất cao. Rutheni(IV) oxide có thể hòa tan rất nhiều trong dung dịch nước. Dung tích trung bình của rutheni(IV) Oxide đạt 650 F/g khi ở dung dịch H2SO4 và ủ ở nhiệt độ dưới 200 ℃.